# 芳田マサヒロ
芳田 マサヒロ（よしだ まさひろ、1965年1月25日 - ）は、日本の筆跡診断士。東京都墨田区出身、在住。血液型はB型。兄弟は4人で、上から2番目の長男。1学年下の妻は中国系マレーシア人。2011年に誕生した長男がいる。

## 来歴
都立城東高等学校卒業後、現役で早稲田大学第二文学部演劇専修へ進学。学生時代に学内の劇団木霊（こだま）で演劇活動に没頭し、1986年、大学4年時に劇団木冬舎に入団し、プロの道へ。1987年の卒業後、劇団に残るも、同年夏、素行不良で退団。フリーで演劇活動したのち、1991年、声優事務所アーツビジョン主催のオーディションに合格し、2年間無料でレッスンを受けられる、事務所付属日本ナレーション研究所の特待生となる。その後、専門学校講師、再び声優と、業界を行き来し、30代後半から40代前半にかけて、競馬情報誌やテレビ情報誌の制作ライターを経験。2010年、たまたまテレビで「筆跡診断士」という職業が紹介されていたのを見てひらめき、日本筆跡診断士協会へ入門、同年、筆跡診断士となる。2014年7月、東京スカイツリーの真向かいに日本で初めての筆跡診断サロン「筆跡仕事人」をオープン。2015年9月、事務所機能を自宅に移転。
2014年9月頃からメディアで取り上げられるようになり、2015年5月『SMAP×SMAP』ビストロスマップ出演を皮切りに、『モヤモヤさまぁ～ず2』、『ノンストップ！』、『月曜から夜ふかし』出演等でブレイク。2019年、芸能タレント文化人事務所テイナーズに所属。サムライ講演会 審査員特別賞。芸能タレント文化人2020 グランプリ。

## エピソード

### 学生時代
・小学3年のとき、授業中に我慢できずに脱糞してしまい、保健室へ。トラウマとなる。
・小学4年から近所の剣友会で剣道をはじめると、すぐに頭角を現し、月例大会ではほとんど負けなしの優勝。墨田区大会では最高3位の成績を収める。
・中学のとき、肩かけカバンをいつも左肩にかけていたせいで、首が左に傾くクセがついてしまう。「クビ」というあだ名で呼ばれていた。
・体は学年で一番小さかったが、瞬発力は抜きんでていて、体直測定では反復横とびで2位にダブルスコアの大差をつける。剣道をやっていたおかげでポパイのような力こぶがつき、懸垂も学年で2位。大人になってからも筋肉が落ちず、姿鏡で自分の体をしげしげと眺めるナルシスティックな側面もあった。
・中学校ではバレーボール部に所属し、レギュラーセッターに。大会に行くと、出場選手中いつも一番小さい選手だった。
・高校時代、東京都青少年洋上セミナーに学校代表として参加し、当時まだ稼働していた日本丸でグアムとサイパンに渡航。代表に選ばれた理由を先生に聞くと、あみだくじで決めたと言われたそうだが、真偽は定かではない。
・歴史が好きで、大学に入学した当初は、教職をとって学校の先生になろうと思っていたが、大学で同じクラスだった劇団木冬（こだま）のメンバーに誘われて劇団に入団したことから、演劇にのめり込んでしまい、教職も放棄してしまった。
・大学時代は劇団に入り浸り。学内にいる時間と劇団アトリエにいる時間が逆転する。
・アングラ劇団だったため、激しい役回りが多く、時にアフロヘアー、時にパンチパーマと、髪型がコロコロ変わっていた。パンチパーマのときは目つきも悪くなったが、深夜のコンビニで「本物」に睨まれるのを恐れて、帽子を被っていったという。
・劇団のマドンナ的な存在の女性と付き合っていたが、大学2年の夏、新入生の新人公演の演出をしていて彼女にかまっていられなくなり、その間に劇団仲間に彼女を寝取られる。寛大さを見せて復縁するも長続きせず、結局同じ年に別れる。

### 劇団木冬舎時代
・大学4年時に劇作家清水邦夫が主宰する劇団木冬舎に入団。劇団オーディションでは十数人が合格したが、清水は、「（欲しいのは）芳田と松戸（劇団同期）だけ」と言っていたという。
・蜷川幸雄演出の舞台に出演。伝説の「灰皿投げ」を目の当たりにして、「本当に投げるんだ」とびっくりしたことがある。
・フリーで俳優をしていた頃は、エンケンこと遠藤健一の演出舞台で主演を務めたこともある。

### 声優時代
・役者としてどう評価されているか、友人にたずねて回ったところ、「声がいい」「声に響きがある」と「声」ばかり評価されたのを受けて、「声だけで勝負してみよう」と短絡的に思い立ち、声優を志すようになる。
・声優事務所アーツビジョン付属日本ナレーション研究所の特待生オーディションに、1200名の応募から5名に残る。同期に椎名へきるがいる。
・一度は声優の道をあきらめて、東京ビジュアルアーツ専門学校で声優コースの講師をしていたが、やはり夢をあきらめきれず、一年で退職した。
・雑誌『声優グランプリ』主催のオーディションで再起をかけるも、緊張しすぎて大失敗。あきらめきれずに、『声優グランプリ』の版元である主婦の友社に単身乗り込み、同誌の編集長に「どこか声優事務所を紹介してほしい」と無謀な直談判を試みる。その熱意が通じたか、声優事務所アクセントを紹介してもらい、入所する。

### ライター時代
・30代半ばをすぎて声優活動にピリオドを打つことを決断。最後に一発、花火を打ち上げてからやめようと、自分で舞台用の戯曲を書き下ろし、キャストとスタッフを集めてプロデュース公演をおこなう。そこで観客が感動している様子をみて、試しにと送った日本劇作家協会新人戯曲賞で、最終選考の手前まで候補として残ったことから「書くほうもイケるかも」と、またしても短絡的に考え、ライターを志す。
・ライター未経験で採用された競馬情報会社の会員向け会報誌で、チーフライターをしていた。会報誌の内容はほぼデタラメだったが、もともと舞台用戯曲を書いていたこともあり、フィクションをノンフィクションっぽくストーリー立てて書くことを得意としていた。

### 筆跡診断士以降
・「なにか手に職を持ちたい」と職人的なものにあこがれ、「豆腐職人」や「畳職人」を志して面接を受けるも、40歳を超えていたので相手にされず、あえなく撃沈する。
・たまたま珍しい職業を紹介するテレビ番組を観ていたとき、筆跡診断士という資格があることを知る。芳田いわく、そのとき「文字の神様的なものが降臨してきた」とのこと。
・2010年から在籍していた日本筆跡診断士協会を、2017年11月に退会。内部の妬みややっかみが原因らしい。隔月で発行されている会報誌で、芳田の活動内容がまったく掲載されなかったり、仕事で得た収益の権利を、その仕事にまったく関わっていない協会に搾取されそうになったことが積み重なって、退会を余儀なくされたという。
・2014年「筆跡仕事人」開業の際は、東京スカイツリーの真向かいに大きなノボリを立て、「日本初の筆跡診断サロン」という触れ込みでテナントをかまえた。当初、「タンスの肥やし買取屋」という看板を掲げて、古物商も営んでいた。

### その他
・競馬が大好きで、1992年の有馬記念で初めて馬券を購入して以来、週末に馬券を買わなかったことは一度もない。海外に行っていても、ネットで購入したり友人に馬券の購入をお願いするほど。実弟の結婚のときは、結婚式と披露宴の合間を縫って、礼服のまま場外馬券場に馬券を買いに行ったこともある。
・中学までほとんど本を読まない青年だったが、高校のとき、たまたまテレビで観た映画『青春の門』に興味を持ち、五木寛之の『青春の門』にハマる。大学進学してから気がついたら、『青春の門』の主人公、伊吹信介と同じ早稲田大学に入学し、同じく演劇の世界に身を投じて、伊吹信介と同じような人生を生きていたことに驚く。
・本宮ひろ志の『俺の空』の主人公、安田一平に憧れて、大学入学当初は下駄で通学。卒業式も古着屋で買ったマントコートを羽織って出席した。
・大学4年時から2年間、新宿の歌舞伎町と二丁目で水商売をしていた。二丁目の店は新規オープン前から働きはじめたが、『青春の門』に出てくる「赤線地帯」の記憶が強く、当初ゲイバーだとは気づかなかった。オープン日に来店した「おすぎとピーコ」のピーコと会話していたときのこと。「あんた、なんでふつうの言葉でしゃべってんのよ」と言われ、「なんでですか？」とたずねると、「あらやだ、あんた知らないで働いてんの？ここはアタシみたいなオカマが来る店よ！」と、ゲイの店であることを初めて知らされビックリ。しかしこれも芸の肥やしと、そのまま働いていた。お店では「チャッピー」という源氏名でチーママをしていた。
・劇団のクビと失恋で自暴自棄になり、電信柱に自転車で突っ込んで自殺を試みるも、未遂に終わる。近所の新聞配達のおばちゃんに励まされて立ち直る。

## 出演

### 著書
・なりたい自分になる！筆跡の魔法（飛鳥新社、2016年8月5日）
・モテリング（クリエイターズ・パブリッシング、2016年9月21日、電子書籍）

### テレビ
・MXニュース「筆跡えがお塾」イベント紹介（TOKYO MX TV2014年9月24日）
・※AKB調べ（フジテレビ、2015年1月15日）
・イキマチDON！DON！（J:COM、2015年2月25日）
・SMAP×SMAP（ビストロスマップコーナーゲスト 樹木希林、大泉洋の筆跡診断）（フジテレビ、2015年5月4日）
・モヤモヤさまぁ～ず2（テレビ東京、2015年6月28日）
・ステキ＋Life（J:COM、2015年9月）
・しもがめ（CS放送AT-X、2015年10月）
・ごきげん！ブランニュ（ABC朝日放送、2016年1月4日）
・なるみ・岡村の過ぎるTV（ABC朝日放送、2016年7月4日）
・てててTV（テレビ山梨、2016年8月25日）
・ノンストップ！（One DishコーナーでV6坂本昌行の筆跡診断）（フジテレビ、2017年3月3日）
・雨上がりのAさんの話（ABC朝日放送、2017年10月3日）